# Jean Louis Charles Bagniol
Jean Louis Charles Bagnol dit, Bagniol, né le 7 mars 1774, à Oinville-sous-Auneau (Eure-et-Loir) et mort le 8 décembre 1843, à Rennes (Ille-et-Vilaine), est un général français de l’Empire.

## Biographie
Fils de Charles Bagnol, concierge du château d'Auneau, et de Marie Anne Besson, enfant il aime jouer avec les armures des reîtres de la bataille de 1587 conservés dans le donjon.

## État de service
- Lieutenant le 20 août 1792,
- Capitaine le 10 juin 1794,
- Chef de bataillon le 2 décembre 1806,
- Général de brigade, à titre provisoire, le 7 décembre 1813,
- redevient colonel le 26 juillet 1815,
- lieutenant-général honoraire 2 octobre 1823.

## Campagnes
- Campagne d'Allemagne (1794),
- Armée d'Italie (1797),
- Armée d'Helvétie (1799),
- Armée de Moreau (1800),
- aide de camp du général Jean Le Marois dans la Grande Armée (1806),
- Passe au service du royaume de Naples (1808),
- Campagne d'Allemagne (1809),
- Camp de Boulogne (1810-1812),
- Adjudant-commandant le 19 avril 1812,
- Campagne de Saxe (1813),
- chef d'état-major du gouvernement général de Magdebourg (août 1813 - juillet 1814),
- redevient colonel le 1er juillet 1814,
- en non-activité le 1er juillet 1814,
- chef d'état-major de la 1re division militaire du 1er corps d'observation de l'armée du Nord (avril 1815 - juin 1815),
- maréchal de camp à titre provisoire le 12 juin 1815,
- commandant du département de Maine-et-Loire (12 juin 1815- 26 juillet 1815),
- chef d'état-major de la 13e division militaire (Rennes) le 26 juillet 1815,
- en non-activité le 1er janvier 1816,
- admis en retraite le 20 août 1823.

## Décorations
- Légionnaire le 5 août 1804, puis,
- Officier de la Légion d'honneur le 22 juin 1831,
- Chevalier de Saint-Louis le 19 août 1818,

## Titres
- Chevalier de l'Empire par décret du 15 août 1809 et lettres patentes du 11 juin 1810,
- titre de chevalier héréditaire confirmé par Lettres patentes royales du 13 janvier 1815.

## Pensions, rentes
- Il bénéficie d'une dotation 2 000 francs sur des biens réservés à Bayreuth.

## Vie privée
Il épouse le 17 août 1797 Césarine Coblence, sans postérité.
En 1822, il fit corriger son nom par le Tribunal civil de Chartres, de Bagnol en Bagniol.

## Armoiries
| Figure | Blasonnement |
|        | Armes du Chevalier Jean Louis Charles Bagniol et de l'Empire « D'azur, à la bande de gueules, chargée du signe des Chevaliers-Légionnaires, acc. en chef d'un lion d'or, soutenu d'une pile de trois boulets d'argent, 1 et 2, et armé d'une épée du même, et en pointe d'un lion d'argent soutenu par trois boulets d'or, 1 et 2, et armé d'une épée du même. » |

## Sources
- Archives nationales (CARAN) – Service Historique de l’Armée de Terre – Fort de Vincennes – Dossier S.H.A.T. Côte S.H.A.T. : 8 Yd 2 430.
- Source : Les Hommes de Napoléon Ier, sur thierry.pouliquen.free.fr.